# Sphaerodactylus millepunctatus
Sphaerodactylus millepunctatus är en ödleart som beskrevs av  Hallowell 1861. Sphaerodactylus millepunctatus ingår i släktet Sphaerodactylus och familjen geckoödlor. Inga underarter finns listade i Catalogue of Life.